# Максим Литвинов
Макси́м Макси́мович Литви́нов (еврейско име Макс (Меер-Генох) Мойсеевич Ва́ллах, с партийни псевдоними Папаша, Феликс Максимович и др.) е руски революционер и съветски партиен и държавен деятел.

## Биография
Роден е на 5 юли 1876 в Бялисток, Руска империя и умира на 31 декември 1951 в Москва, Съветски съюз.
Дипломат и народен комисар на външните работи на СССР, член на ЦИК на СССР, член на Върховния съвет на СССР и на ЦК на КПСС.